# Padli astronavt
Padli astronavt (v izvirniku angleško Fallen Astronaut) je 8,5 cm visoka aluminijasta skulptura človeka, delo belgijskega kiparja Paula Van Hoeydoncka iz leta 1971, ki je eno redkih umetniških del, postavljenih na Luni. Je spomenik astronavtom in kozmonavtom, ki so umrli v zgodnjih letih raziskovanja vesolja. Skulpturo so naročili člani ameriške odprave Apollo 15, skrivoma odnesli s seboj na Luno in jo postavili 1. avgusta 1971 v depresiji Rima Hadley, skupaj s spominsko ploščo z imeni 14 do tedaj umrlih pripadnikov ameriškega in sovjetskega vesoljskega programa.
Člani odprave so obstoj Padlega astronavta prikrivali vse do vrnitve na Zemljo. Ko je ta prišla v javnost, je umetnik na prošnjo izdelal eno repliko za Narodni muzej letalstva in astronavtike (National Air and Space Museum), ter kasneje še eno za belgijskega kralja. Hkrati je prišlo do spora, saj se Van Hoeydonck ni strinjal, da ostane njegovo avtorstvo zamolčano. Namenil se je izdelati in prodati skoraj tisoč replik, tako naj bi namreč razumel dogovor z astronavti. Načrtu se je odpovedal zaradi pritiska Nase, ki strogo prepoveduje komercialno izkoriščanje ameriškega vesoljskega programa.

## Ozadje
Van Hoeydoncka, navdušenca nad vesoljem, so kolegi iz newyorške galerije Waddell, kjer je gostoval, na višku vesoljske tekme konec 1960. let prepričali, naj izdela koncept vesoljske skulpture. Z njihovo pomočjo je prišel v stik z astronavti, ki so se pripravljali na odpravo Apollo 15. Na skupni večerji so se odlično ujeli, zato mu je poveljnik David Scott predlagal, naj mu preskrbi skulpturo, da jo bodo vzeli s seboj. Dal mu je natančna navodila glede velikosti, materiala in izgleda: delo je moralo biti majhno in lahko, dovolj trpežno da prestane ekstremne pogoje na Luninem površju in nevtralno glede spola in rase.
Preostanek dogovora pa si Van Hoeydonck in Scott razlagata različno. Umetnik si je zamislil navdihujoč spomenik človekovim dosežkom, medtem ko so Scott in drugi člani odprave želeli z njim počastiti astronavte, ki so izgubili življenja na tej poti. Tako so se odločili po takratni nesreči sovjetske odprave Sojuz 11, v kateri so v vesolju umrli vsi trije člani posadke. V ta namen je Scott oblikoval tudi spremljajočo spominsko ploščo s 14 imeni ameriških in ruskih astronavtov, umrlih v vesolju ali v pripravah na odprave, skulpturo pa so brez vednosti avtorja poimenovali Padli astronavt. Poleg tega Van Hoeydonck trdi, da ni soglašal s tem, da ostane neimenovan, kot je želel Scott, prav tako zaradi prepovedi izkoriščanja vesoljskega programa.

## Izdelava in postavitev
Umetnik je s sodelavci v svojem ateljeju izdelal nekaj osnutkov; končna verzija je minimalistična, oglata podoba človeka brez rok z izbočenimi sprednjimi površinami glave, trupa in nog. Izdelalo jo je podjetje Milgo/Bufkin, specializirano za oblikovanje kovinskih skulptur po umetniških skicah. Van Hoeydonck si jo je zamislil postavljeno pokonci, s pogledom, uprtim kvišku. Medtem je Scott oblikoval spominsko ploščo s 14 imeni astronavtov in kozmonavtov, ki so po njemu znanih podatkih umrli kot člani vesoljskih programov. Na njej so, po abecednem vrstnem redu:
- Bassett, Charles A. II († 28. februar 1966, letalska nesreča)
- Beljajev, Pavel († 10. januar 1970, bolezen)
- Chaffee, Roger B. († 27. januar 1967, požar na Apollu 1)
- Georgij T. Dobrovoljski († 30. junij 1971, nesreča Sojuza 11)
- Freeman, Theodore C. († 31. oktober 1964, letalska nesreča)
- Gagarin, Jurij A. († 27. marec 1968, letalska nesreča)
- Givens, Edward G. Jr. († 6. junij 1967, prometna nesreča)
- Grissom, Virgil I. († 27. januar 1967, požar na Apollu 1)
- Komarov, Vladimir M. († 24. april 1967, nesreča Sojuza 1)
- Pacajev, Viktor I. († 30. junij 1971, nesreča Sojuza 11)
- See, Elliot M. († 28. februar 1966, letalska nesreča)
- Volkov, Vladislav N. († 30. junij 1971, nesreča Sojuza 11)
- White, Edward H. II († 27. januar 1967, požar na Apollu 1)
- Williams, Clifton C. Jr. († 5. oktober 1967, letalska nesreča)

Scott je v kasnejšem intervjuju izjavil, da manjkata imeni Valentina Bondarenka in Grigorija Neljubova, čigar smrti so njuni nadrejeni prikrili in zanju takrat ni vedel. Manjka tudi Robert H. Lawrence, prvi temnopolti kandidat za astronavta, ki je umrl leta 1967 v letalski nesreči v sklopu programa Manned Orbiting Laboratory, šele kasneje pridruženega Nasi.
Skulpturo in spominsko ploščo je pretihotapil na krov rakete ob izstrelitvi, kljub stoterim opravkom in natančni proceduri za vkrcevanje. Šele ob koncu tridnevnega bivanja na Luninem površju si je uspel vzeti nekaj časa da je stopil stran od lunarnega vozila, položil skulpturo na hrbet in zapičil spominsko ploščo v Lunin prah ob njej ter molče postal za nekaj trenutkov v improvizirani spominski slovesnosti, medtem pa je James Irwin zamotil kontrolorje v Houstonu. Hkrati je mesto postavitve pazljivo fotografiral. Še ob vrnitvi na Zemljo nihče razen članov posadke ni vedel za Padlega astronavta.

## Kasnejše dogajanje
David Scott je skulpturo bežno omenil na tiskovni konferenci teden dni po pristanku, a takrat v vsej evforiji ni bila deležna pozornosti. Van Hoeydonck je bil začuden nad tišino in nejevoljen, ko je izvedel za ime, ki so ji ga dali astronavti, bistveno drugače od njegove vizije. Na kasnejšem srečanju mu je Scott zapovedal, da vsaj eno leto ne sme nikomur povedati o svojem prispevku. Nejevolja je prešla v jezo, ko je umetnik opazil, da ni omenjen niti z besedo v gradivu za javnost o odpravi, kjer je Padli astronavt sicer predstavljen. Ta se je še poglobila, ko so mu nekaj mesecev kasneje posredovali prošnjo Smithsonian Institution po izdelavi replike, v kateri je naveden zgolj kot »rokodelec«. Presodil je, da želi Scott vso pozornost le zase, kot človek, ki je postavil spomenik na Luni, in prikriti Van Hoeydonckov umetniški prispevek. Kljub temu je potlačil svoj ponos in izpolnil prošnjo.
Sklenil pa se je javno izpostaviti kot avtor. Sodelavci so mu uredili intervju za televizijsko hišo CBS pri znamenitemu voditelju Walterju Cronkiteu 16. aprila 1972, na dan izstrelitve odprave Apollo 16, kjer je pojasnil svojo vizijo skulpture. Kmalu je naletel na izrazito negativen odziv iz umetniških krogov, kjer naj bi mu zamerili status umetnika z delom, razstavljenim na tako prestižni lokaciji, ob čemer je bil v ZDA praktično neznan. Zašel je tudi v finančne težave, saj so se kupci začeli izogibati njegovi galeriji.
Zato je bila sprejeta usodna odločitev: v julijski številki revije Art in America je, kljub nasprotovanju astronavtov in z umetnikovo privolitvijo, galerija objavila celostranski oglas za 950 oštevilčenih in podpisanih replik po ceni 750 dolarjev na kos, podjetje Milgo/Bufkin pa je izdelalo poskusno serijo. To se je zgodilo v nekoliko neugodnem času, ko je javna evforija nad vesoljsko tekmo že počasi bledela, NASA ni bila več tako idolizirana in ekipa astronavtov s Scottom na čelu je bila že v preiskavi zaradi incidenta izdaje ožigosanih dopisnic z Lune, ki so se brez avtorizacije pojavile na trgu. Reakcija je bila burna. V medijih je bil Van Hoeydonck obtožen dobičkarstva, vladni agenti pa so pritisnili nanj, njegovo galerijo in na podjetje Milgo/Bufkin naj ustavijo prodajo. Astronavte je vlada za oba incidenta javno oštela, proizvodnja replik pa bila prekinjena po 50 kosih, ki so večinoma ostali v umetnikovi lasti. Zaradi mržnje je šla galerija Waddell v roku treh let v stečaj, Van Hoeydonck pa se je umaknil nazaj v rodno Belgijo. Šele štirideset let kasneje je dobil vabilo Smithsonian Institution naj izvede javno predavanje o svojem delu, v intervjuju pa je izjavil, da je še vedno razočaran nad potekom dogodkov in prizadet, ker njegov umetniški prispevek v javnosti ni cenjen.